# Casa de Vidro
La Casa de Vidro è un'abitazione ad uso privato progettata dall'architetta italiana Lina Bo Bardi e costruita tra il 1950 e il 1951 nella collina del Morumbi, nella città di San Paolo. 
Inizialmente la casa fu costruita per essere abitata da Lina Bo Bardi e suo marito, Pietro Maria Bardi; la coppia vi risiedette per oltre quarant'anni. L'architetta morì nel 1992, mentre suo marito si spense sette anni dopo, nel 1999.
La Casa de Vidro è un patrimonio elencato dal CONDEPHAAT, il Consiglio di Difesa del Patrimonio Storico, Archeologico, Artistico e Turistico, dal 1987. Da ventuno anni il sito è la sede dell'Istituto Lina Bo Bardi e Pietro Maria Bardi, che ospita parte delle opere e delle collezioni della coppia.  .
Vengono promosse diverse attività, quali mostre, video, conferenze, pubblicazioni per la ricerca, incontri e visite. 

## Storia
La Casa de Vidro è stata inizialmente costruita per scopi residenziali. Lina Bo Bardi e Pietro Maria Bardi giunsero in Brasile dopo la seconda guerra mondiale, arrivando nel paese nel 1946. La prima opera dell'architetta in terra brasiliana fu proprio questo edificio, completato nel 1951. L'indirizzo del luogo è Rua General Almério de Moura 200, Morumbi. 
Il nome Casa de Vidro deriva dalla grande facciata in vetro facilmente osservabile da chi passa nel luogo. L'abitazione ospita un ampio giardino di circa 7.000 m² . Gran parte della vegetazione è stata piantata dalla stessa Lina Bo Bardi, e nel tempo si è formato un sentiero nel giardino della residenza.
Oltre all'importanza architettonica, la Casa de Vidro è divenuto nel tempo anche un punto di ritrovo per intellettuali, ospitati dalla coppia che la abitava. deologie  . Tra i maggiori frequentatori della dimora vi era il regista Glauber Rocha.

## Caratteristiche architettoniche
Nel progetto iniziale, l'intenzione di Lina Bo Bardi era quella di rispettare le caratteristiche naturali del terreno dove ha progettato la casa. Il retro dell'edificio è sostenuto da muri di cemento e il perimetro dell'abitazione è contrassegnato da una vasta area di foresta atlantica  .
Una delle influenze europee nella progettazione del luogo fu l'architetto franco-svizzero Le Corbusier, visibile nella presenza del rapporto tra trasparenza e opacità in vari punti della costruzione, tratti distintivi che legano la Casa de Vidro alle idee di uno dei nomi principali dell'architettura.
Parte della costruzione trasparente permette l'osservazione del giardino esterno.

## Collezione
La collezione presente all'interno della Casa de Vidro, di proprietà dei residenti Lina Bo e Pietro Maria Bardi, ha come idea centrale la cultura brasiliana, il rispetto e l'apprezzamento della cultura popolare brasiliana.
Il nucleo della collezione è composto da fotografie, testi, appunti personali, quaderni, oggetti di arte popolare. Sul sito web dell'istituto è presente una raccolta di disegni, dove le opere principali sono digitalizzate in modo che tutto il pubblico interessato abbia accesso. La collezione comprende anche una biblioteca con libri di architettura, arte e design legati ai fondatori della casa di vetro, con pubblicazioni dei coniugi Bardi. L'accesso alla raccolta è riservato agli studenti interessati. 

.

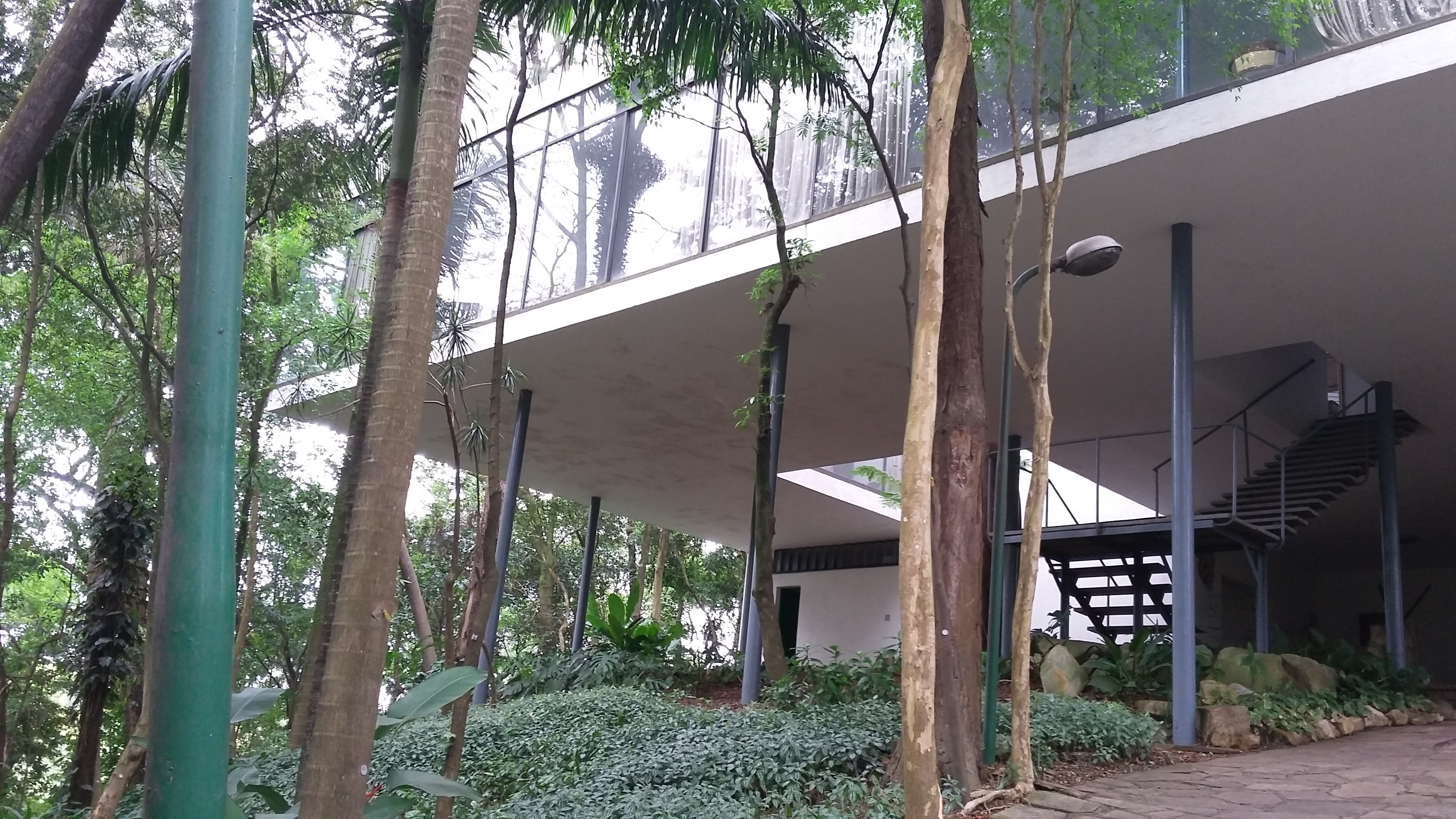
La fitta vegetazione attorno alla Casa de Vidro
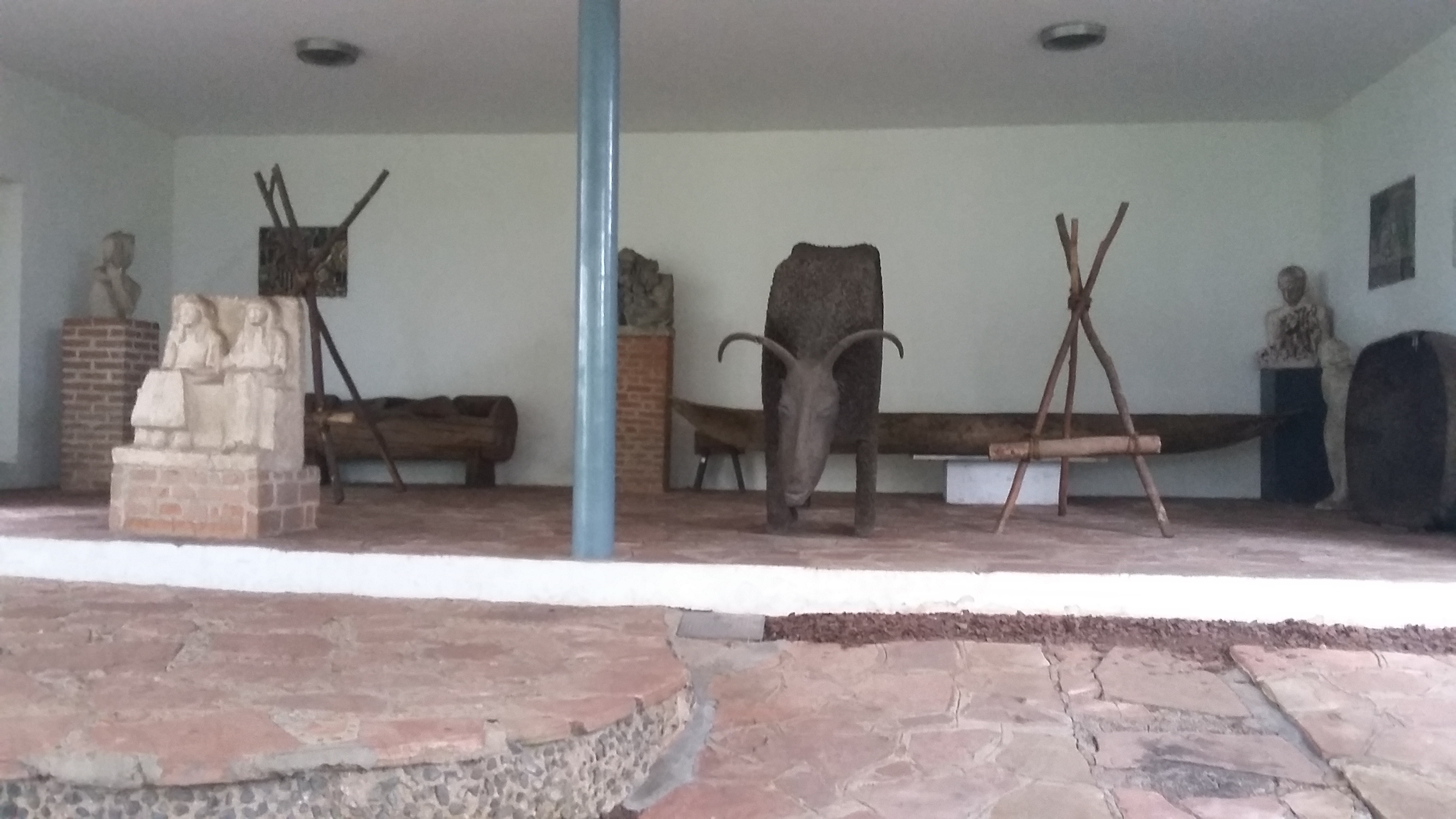
Le opere d'arte conservate in loco
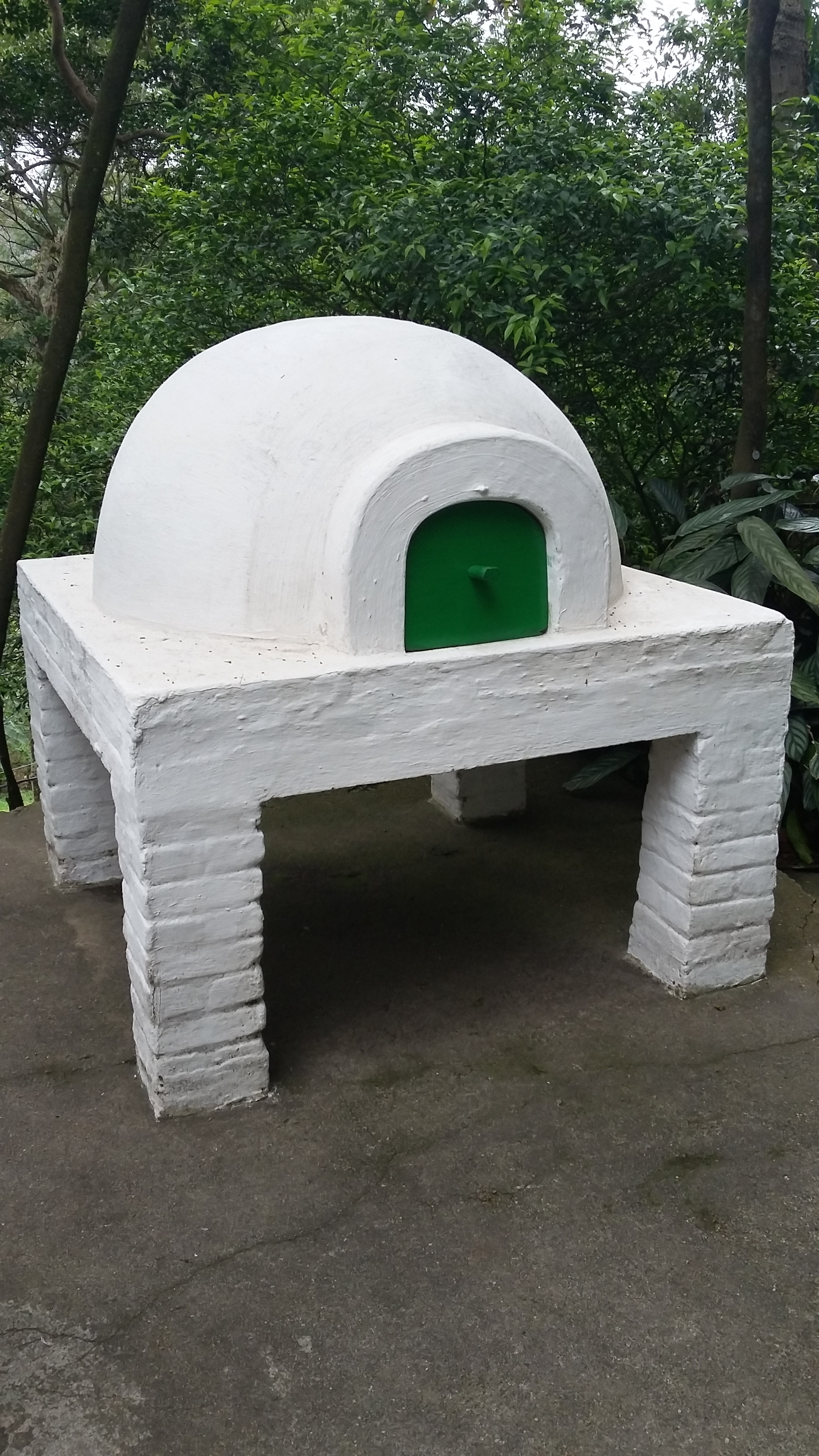
Forno situato nella parte inferiore della casa
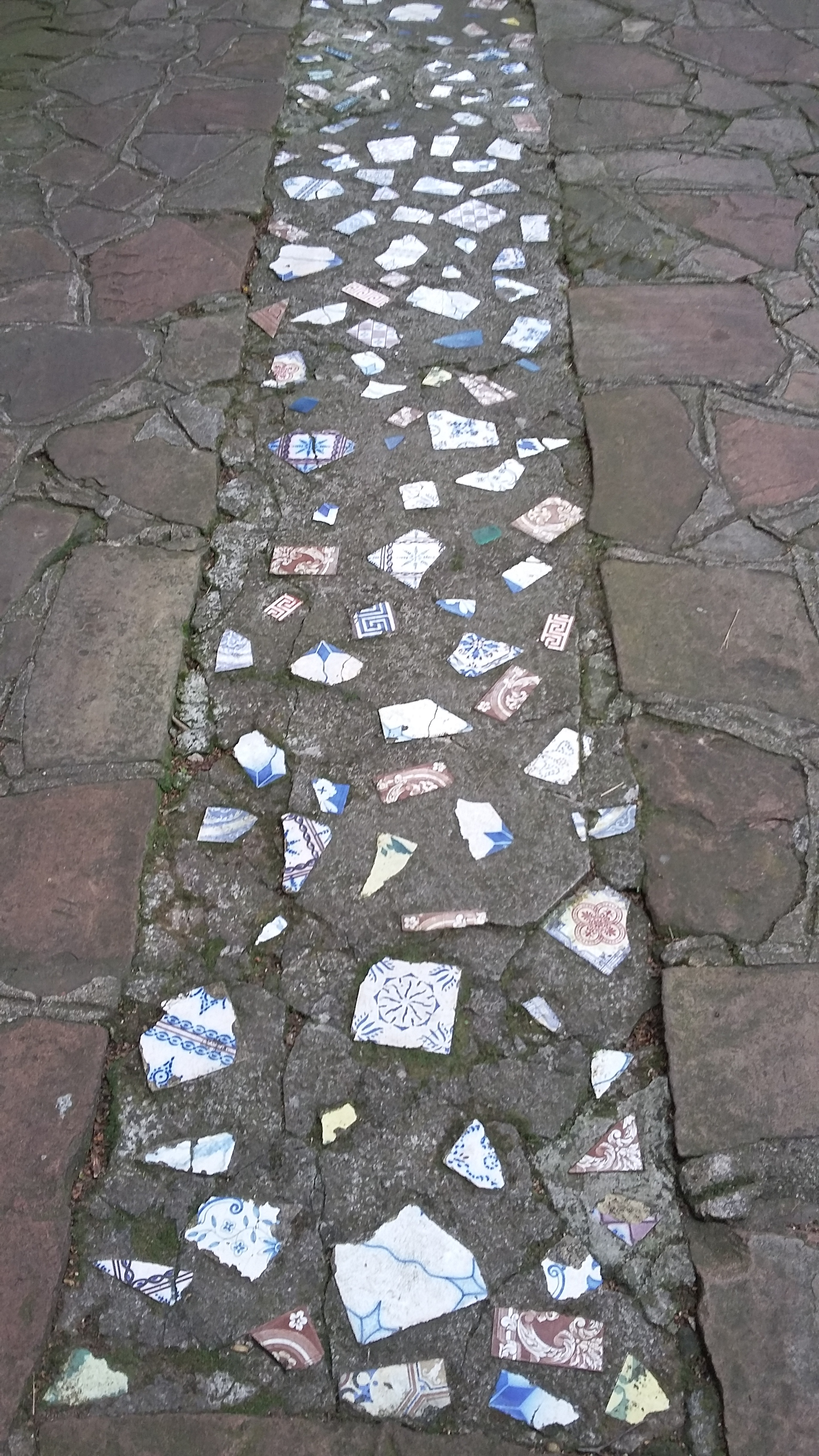
Il percorso che conduce alla casa e i dettagli sul pavimento
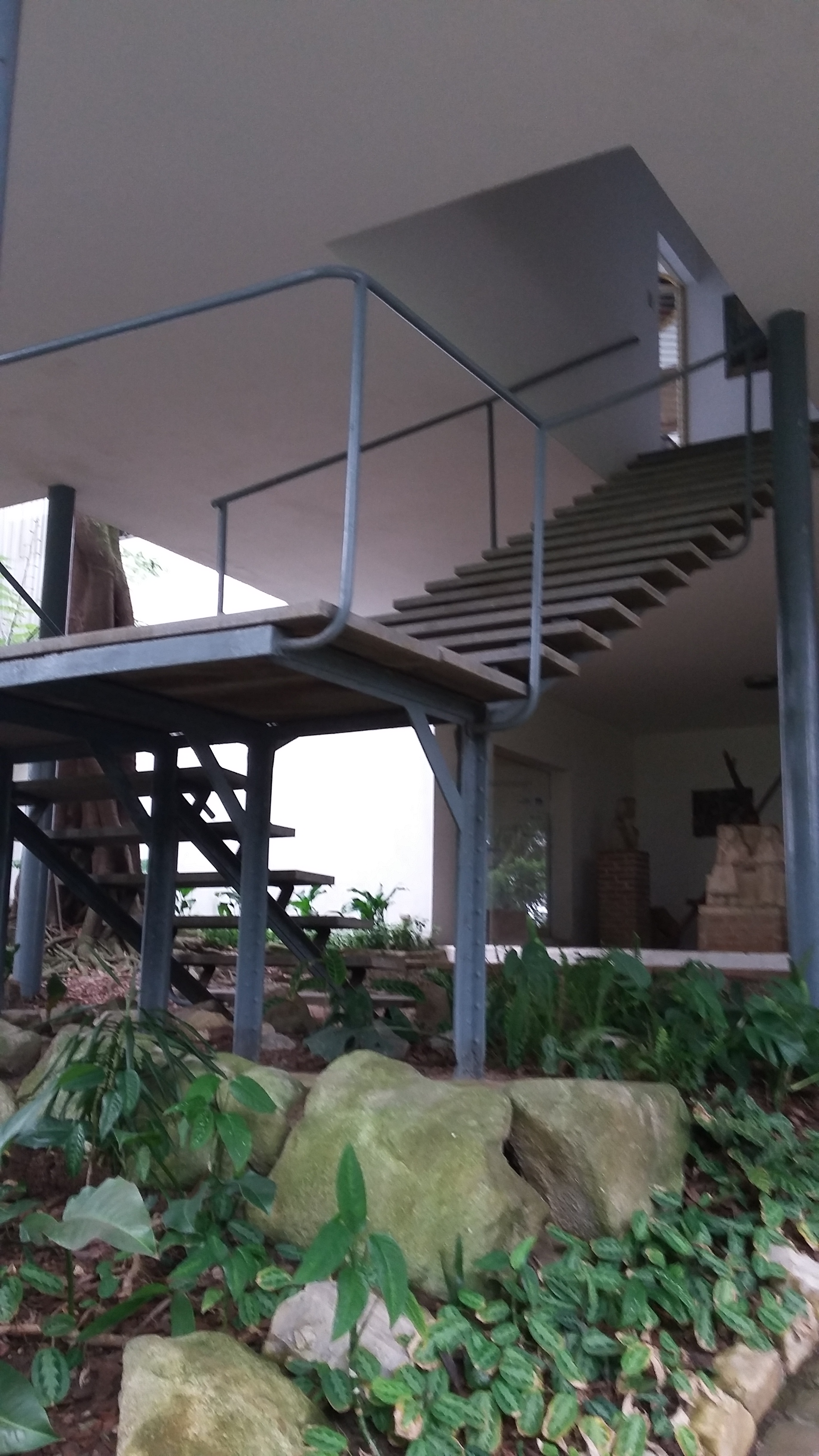
Scale che portano all'entrata